# Mikuma
Il Mikuma (三隈? lett. "Tre angoli") è stato un incrociatore pesante della Marina imperiale giapponese, seconda unità appartenente alla classe Mogami e così chiamato in onore dell'omonimo fiume che scorre nella prefettura di Ōita. Fu varato dal cantiere di Nagasaki nel maggio 1934 come incrociatore leggero, e assunse il suo aspetto definitivo dopo che, nel 1939-1940, fu dotato di cinque torri binate con cannoni da 203 mm.
Appartenente alla 7ª Divisione incrociatori, nel corso degli anni trenta prestò servizio nel teatro di guerra cinese; dal maggio 1940 riprese il servizio come incrociatore pesante e, nell'estate 1941, fece parte delle forze navali dispiegate dall'Impero giapponese per vigilare sull'occupazione dell'Indocina francese. Nel dicembre 1941, in contemporanea all'attacco di Pearl Harbor, appoggiò gli sbarchi in Malesia e poi le operazioni anfibie in Sumatra meridionale (febbraio 1942); quindi scortò il convoglio occidentale per l'invasione di Giava e, nella notte del 28 febbraio-1º marzo, ebbe parte determinante nella battaglia dello Stretto della Sonda. Dopo un periodo di pausa, con il resto della divisione e altre forze prese parte all'incursione giapponese nell'Oceano Indiano all'inizio di aprile, affondando alcuni mercantili. Nella seconda metà di maggio si spostò a Guam e, parte della 2ª Flotta con il resto della divisione d'appartenenza, salpò nel quadro della complessa offensiva contro l'atollo di Midway. La battaglia si concluse con una disfatta della flotta di portaerei nipponica e quindi l'ammiraglio Isoroku Yamamoto ordinò di bombardare l'atollo: la 7ª Divisione era quasi arrivata quando fu richiamata indietro. Nel corso del ritorno il Mogami impattò con il Mikuma, che aveva mal eseguito un'accostata generale per evitare un possibile attacco di un sommergibile ed entrambi furono lasciati indietro dal resto della divisione; avvistati, furono attaccati nel corso del 6 giugno da decine di bombardieri e aerosiluranti imbarcati che inflissero danni pesanti al Mikuma. L'incrociatore, distrutto dalla detonazione dei suoi stessi siluri, affondò infine durante la sera, con gravi perdite tra l'equipaggio.

## Caratteristiche
Il Mikuma formava con i gemelli Mogami, Suzuya e Kumano la classe Mogami, derivata da un progetto che la stipula del trattato navale di Londra, nell'aprile 1930, aveva costretto a mettere da parte. Pensata inizialmente come gruppo di incrociatori leggeri, prevedeva sei esemplari da 8 630 tonnellate, dotati di quindici cannoni da 155 mm in cinque torri trinate, dodici tubi lanciasiluri da 610 mm e capaci di 37 nodi di velocità. Inoltre lo stato maggiore generale impose di concepire le navi perché fosse possibile, in futuro, rimuovere le torri originarie per imbarcarne altre con pezzi da 203 mm. Sin da subito si comprese che le specifiche erano esagerate e già nel 1931 fu preventivato un dislocamento di 9 650 tonnellate: allo scopo di contenere il peso (obiettivo del tutto mancato), fu introdotta massicciamente la saldatura e la struttura portante dello scafo fu ridotta in maniera drastica.
Il Mikuma presentava una lunghezza alla linea di galleggiamento di 197 metri (201,50 fuori tutto), una larghezza massima di 18 metri e un pescaggio di 5,50 metri. Il dislocamento a pieno carico durante le prove in mare fu calcolato in 10 993/11 200/11 529. L'unità era gestita da un equipaggio di 860 tra ufficiali, sottufficiali e marinai. L'armamento principale comprendeva quindici cannoni Type 3 da 155 mm lunghi 60 calibri (L/60) suddivisi in cinque torri, disposte due a poppa sovrapposte e tre a prua: di queste, la centrale era la più bassa e poteva sparare solo in bordata. Sul primo ponte (nella sezione compresa tra le torri poppiere e l'imponente fumaiolo, altra peculiarità della classe) furono ricavate quattro camere – due per murata – dove furono posti altrettanti impianti trinati di lanciasiluri da 610 mm brandeggiabili, equipaggiati con un sistema di ricarica rapida. Numerosa era la dotazione contraerea, con due impianti binati in torri corazzate ospitanti pezzi Type 10 da 120 mm L/45, quattro installazioni doppie di cannoni Type 96 da 25 mm L/60 e due doppie di mitragliatrici pesanti Type 93 da 13,2 mm. Sul ponte di poppa, infine, si trovavano due catapulte e due hangar per il ricovero di quattro idrovolanti da ricognizione.
L'apparato motore era costituito da dieci caldaie Kanpon che alimentavano quattro turbine a ingranaggi a vapore, a ciascuna delle quali era vincolato un albero motore con elica; era erogata una potenza totale di 152 000 shp e la velocità massima toccava i 37 nodi. La riserva di carburante arrivava a 2 389 tonnellate di olio combustibile, permettendo un'autonomia pari a 7 500 miglia alla velocità di 14 nodi. La corazzatura aveva rinunciato alle linee curve delle precedenti classi e presentava uno spessore di 100 mm alla cintura (65 mm per la parte sommersa), cui erano solidali controcarene spesse 65 mm (25 mm nella fascia inferiore, dove si trovava lo scafo a doppio fondo); cintura e controcarene arrivavano a 140 mm in corrispondenza delle riservette. Le paratie stagne trasversali allo scafo erano spesse 105 mm, attorno alle macchine di governo 100 e 35 mm; il ponte di coperta era spesso 60 (zone orizzontali) o 35 mm (aree inclinate), il primo ponte 40 mm, torri d'artiglieria e barbette 25 mm. La torre di comando era racchiusa in un guscio spesso 100 mm, dimezzato per il tetto.

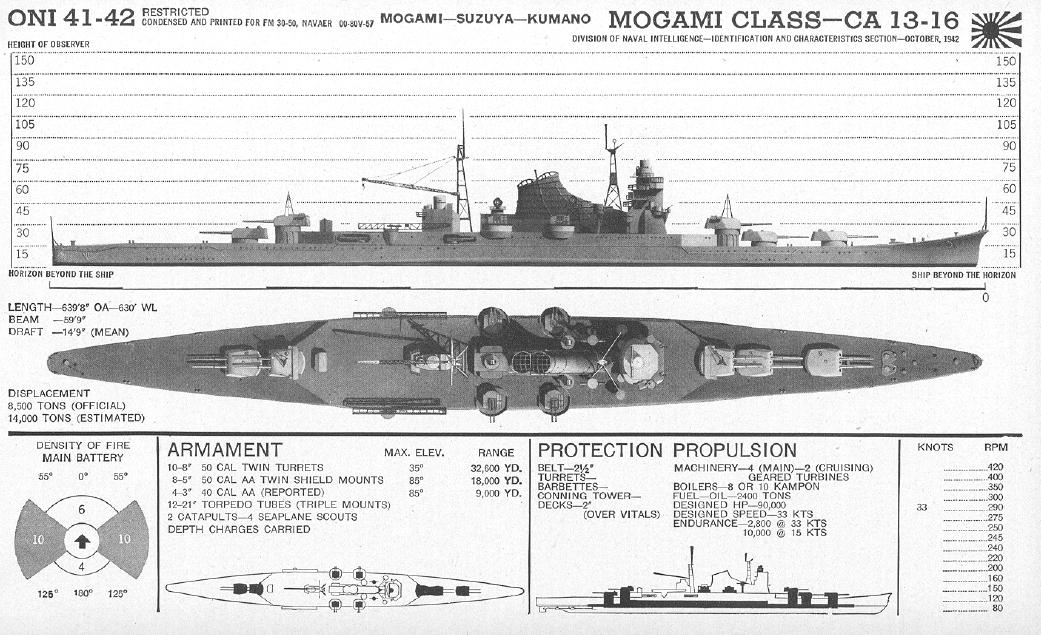
Pianta e profilo della classe, editi dall'Office of Naval Intelligence della United States Navy

Già in fase di completamento il Mikuma e il resto della classe cominciarono a essere modificati: dopo l'incidente occorso alla torpediniera Tomozuru (il 12 marzo 1934 si rovesciò durante una tempesta, a causa del baricentro troppo alto e del rapporto negativo tra larghezza e dislocamento), gli hangar furono eliminati e gli idrovolanti ridotti a tre, la torre di comando, le sovrastrutture di prua e l'albero di trinchetto ridimensionati. Durante le prove di tiro in mare nel marzo 1935, però, si verificarono rotture e deformazioni lungo le saldature dello scafo. Danni simili, ma più estesi, si ebbero durante il cosiddetto incidente della 4ª Flotta, quando tale squadra fu investita da un violento tifone durante un'esercitazione tra Hokkaidō e le isole Curili, riportando danni anche molto gravi su numerose navi. Il Mikuma fu perciò trasferito alla riserva e subito posto in bacino di carenaggio per un'accurata ricostruzione, che durò sino all'ottobre 1937: quasi tutte le giunzioni saldate furono rimpiazzate con i più tradizionali rivetti, le paratie trasversali furono irrobustite, furono aggiunte controcarene più larghe su quelle originarie, le sovrastrutture furono ulteriormente abbassate e la riserva di siluri fu ridotta ad appena sei ordigni; tuttavia i pezzi Type 10 furono rimossi in favore di quattro cannoni Type 89 da 127 mm L/40, montati a coppie in due impianti corazzati. A lavori terminati il dislocamento era salito a 13 230 tonnellate a pieno carico, il pescaggio a 5,90 metri e la larghezza a 19,20 metri, a detrimento della velocità massima (35 nodi).
Dopo la denuncia del trattato del 1930 e il rifiuto del suo rinnovo, si poté procedere tra il 1939 e la primavera 1940 alla sostituzione delle artiglierie principali con cinque torri binate, ospitanti dieci cannoni Type 3 numero 2 da 203 mm L/50: il Mikuma fu così riclassificato incrociatore pesante, incrementò il suo dislocamento a 13 668 tonnellate e la larghezza dello scafo a 20,20 metri. Durante quest'intervento furono inoltre introdotti i siluri Type 93 da 610 mm nei lanciatori (con scorta di dodici armi) e rimpiazzate le catapulte con modelli recenti più capaci.

## Servizio operativo

### Costruzione e primi anni
L'incrociatore leggero Mikuma fu ordinato nell'anno fiscale edito dal governo giapponese nel 1931. La sua chiglia fu impostato nel cantiere navale di Nagasaki, gestito dalla Mitsubishi, il 24 dicembre dello stesso anno e il varo avvenne il 31 maggio 1934; fu completato il 29 agosto 1935.
Non appena iscritto nei registri della Marina imperiale giapponese, fu unito con il Mogami nella 7ª Divisione incrociatori e posto alle dipendenze della 4ª Flotta, circostanza che lo coinvolse nell'incidente del settembre 1935. Sullo scorcio del 1937 rientrò in servizio e nel gennaio 1938, con il Mogami, il Suzuya e il Kumano (nel frattempo completati) riformò la 7ª Divisione, che spese il successivo anno in operazioni di pattugliamento e appoggio lungo le coste della Cina; di nuovo fermo in porto in vista del potenziamento dell'artiglieria principale, il Mikuma si riunì ai gemelli nella 7ª Divisione il 1º maggio 1940. Dopo altri mesi di azioni nel Mar Cinese Orientale, fu inviato nelle acque dell'Indocina francese allo scopo di fare pressione sul locale governo coloniale e favorire la mediazione nipponica nella guerra franco-thailandese, tornando in patria in febbraio. Tra il 1935 e il 1941 il Mikuma fu comandato dai seguenti capitani di vascello: un ufficiale rimasto senza nome (29 agosto-11 novembre 1935), Moriji Takeda (11 novembre 1935-1º dicembre 1936), un secondo ufficiale anonimo (1º dicembre 1936-1º dicembre 1937), Naosaburō Irifune (1º dicembre 1937-15 dicembre 1938), Kōsō Abe (15 dicembre 1938-20 luglio 1939), Kyūji Kubo (20 luglio-15 novembre 1939), Susumu Kimura (15 novembre 1939-1º novembre 1940) e Shakao Sakiyama.

### 1941-1942

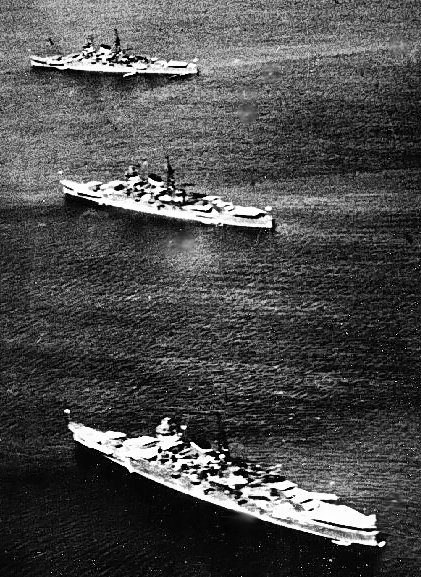
Il Mikuma, al centro, con altri due incrociatori della 7ª Divisione, estate 1938

Il 16 luglio 1941 la 7ª Divisione al completo, capitanata dal contrammiraglio Takeo Kurita issante le sue insegne sul Kumano, salpò da Kure, raggiunse il 22 Samah (Hainan) e fornì copertura a distanza all'occupazione giapponese dell'Indocina; attese dunque l'arrivo di un convoglio carico di truppe e lo scortò sino a Saigon assieme all'incrociatore pesante Ashigara e alla 2ª Divisione portaerei (Soryu, Hiryu): arrivato il 30, il Mikuma ripartì il giorno dopo con i gemelli e si fermò dal 7 al 19 agosto nella baia di Sukomo in Giappone, prima di procedere per Kure dove, il 15 settembre, passò agli ordini del capitano di vascello Akira Sone. Il 20 novembre il Mikuma fu trasferito con il resto della divisione alle dipendenze della 4ª Flotta del viceammiraglio Shigeyoshi Inoue: salpò subito alla volta di Samah, seguito anche dall'incrociatore pesante Chokai ma non dal Kumano, che si accodò il 23. Una volta riunitasi, il 2 dicembre la divisione fu posta sul piede di guerra e il 4 salpò inquadrata nel gruppo navale del viceammiraglio Jisaburō Ozawa, comprendente inoltre il Chokai, l'incrociatore leggero Yura e i cacciatorpediniere Fubuki, Shirakumo, Ayanami, Isonami, Shikinami, Shirayuki, Murakumo e Hatsuyuki. L'8 dicembre il Mikuma coprì gli sbarchi nipponici a Singora, Patani e Kota Bharu, poi si preparò a combattere contro la Forza Z britannica ma, poiché tale formazione fu respinta con gravi perdite dall'11ª Flotta aerea, ebbe nuovi ordini di recarsi in Indocina e scortare un secondo scaglione di trasporti per la Malesia (12-19 dicembre). Il 22 lasciò la baia di Cam Ranh assieme al Mogami e appoggiò il giorno successivo i facili sbarchi a Kuching, nel Borneo britannico; il 29 rientrò alla base. Il 16 gennaio 1942, accompagnati dagli incrociatori Chokai, Yura, Sendai e vari cacciatorpediniere, il Mikuma e le unità sorelle effettuarono una sortita contro forze navali nemiche, che però rimase senza esito. Tra il 23 e il 28 gennaio, invece, il Mikuma fu impegnato nella vigilanza alle operazioni anfibie a Endau assieme al Mogami; poi il 10 febbraio salpò con il resto della divisione e il Chokai di scorta a un convoglio di venticinque cargo, che tre giorni dopo effettuò un riuscito sbarco a Palembang e sull'isola di Bangka. Il 17 febbraio il Mikuma seguì la divisione alle isole Anambas, ove si procedette al rifornimento di carburante e munizioni. La settimana successiva mollò gli ormeggi assieme al Mogami e i due incrociatori si unirono al gruppo occidentale per l'invasione di Giava, composto da cinquantasei trasporti e scorta. Nella notte tra il 28 febbraio e il 1º marzo dettero un contributo fondamentale nella battaglia dello Stretto della Sonda, chiudendo la via di fuga agli incrociatori USS Houston e HMAS Perth, poi affondati a colpi di cannone e siluri in collaborazione con il 5º Squadrone cacciatorpediniere. Il Mikuma fu raggiunto da una granata da 203 mm dello Houston alle 23:55, che causò la morte di sei marinai, il ferimento di altri undici e danni leggeri.
Il 4 marzo la 7ª Divisione lasciò le acque dell'isola e si portò alla base navale di Singapore, dove attese il Chokai prima di intraprendere, il 12, la copertura agli sbarchi nella Sumatra settentrionale. Rientrati a Singapore, il Mikuma e gli altri quattro incrociatori ne ripartirono il 20 alla volta di Mergui (Birmania), ove si riunì la 1ª Flotta aerea del viceammiraglio Chūichi Nagumo e una parte della 2ª Flotta del viceammiraglio Nobutake Kondō per condurre vaste operazioni nell'Oceano Indiano. Il 1º aprile salpò inquadrato nella squadra del viceammiraglio Ozawa, che riuniva anche il Chokai, lo Yura, la portaerei leggera Ryujo e quattro cacciatorpediniere, incaricata di attaccare il traffico mercantile nel Golfo del Bengala: il Mikuma, distaccato con il Mogami e il cacciatorpediniere Amagiri, contribuì all'affondamento dei mercantili britannici Dardanus e Gandara, delle navi norvegesi Elsa, Dagfred e Hermod. L'11 aprile il Mikuma e i gemelli fecero il loro ingresso a Singapore, quindi due giorni dopo salparono con destinazione Kure, ove gettarono le àncore il 22. Dal 4 al 12 maggio rimase in bacino di carenaggio per revisione e pulizia dello scafo, poi dal 15 al 18 completò un'esercitazione con le navi da battaglia Yamato, Nagato e Mutsu nella rada di Hashirajima. La sera del 18 l'equipaggio fu lasciato libero per un paio di giorni.

### L'affondamento
Il 22 maggio l'intera 7ª Divisione partì e arrivò quattro giorni dopo a Guam, dove si stava concentrando la 2ª Flotta (cui apparteneva) per formare un solido schermo al convoglio d'invasione per l'atollo di Midway, guidato dal contrammiraglio Raizō Tanaka e forte di dodici trasporti e 5 000 uomini. Nel dettaglio, il Mikuma fu affiancato al gruppo portaidrovolanti (Chitose, Kamikawa Maru) del contrammiraglio Ruitarō Fujita e l'operazione ebbe inizio il 28 maggio: all'inizio della traversata il capitano Sakiyama informò l'equipaggio dello scopo della missione. Il 30 la 7ª Divisione e l'8ª Divisione cacciatorpediniere si incontrarono nel punto prestabilito con il gruppo di trasporti del contrammiraglio Tanaka.
La battaglia delle Midway, aperta da una riuscita incursione delle portaerei nipponiche sul piccolo atollo, si evolse in maniera imprevista per alti comandi giapponesi e nella mattina del 4 giugno le portaerei Akagi, Kaga e Soryu furono gravemente colpite dall'aviazione imbarcata statunitense; nel pomeriggio anche la Hiryu, che aveva immobilizzato con i propri velivoli la USS Yorktown, fu a sua volta scovata e distrutta. A sera l'ammiraglio Isoroku Yamamoto, al comando di tutte le forze giapponesi dispiegate per la battaglia, ordinò al viceammiraglio Kondō di inviare alcune navi a bombardare Midway: egli distaccò la 7ª Divisione con i cacciatorpediniere dell'8ª Divisione e tale formazione si lanciò verso est alla velocità di 35 nodi; tuttavia la validità di una simile azione fu presto ridiscussa e alle 00:20 del 5 giugno, quando si trovava a circa 90 miglia dall'obiettivo, fu richiamata. Sulla rotta del ritorno alcune vedette del Kumano avvistarono il sommergibile USS Tambor, che navigava in emersione, e subito il viceammiraglio Kurita ordinò un cambiamento di rotta per 45°. Il Mikuma, in terza posizione nella linea di fila, però eseguì un'accostata a 90° e tagliò dunque la strada al chiudifila Mogami, che lo speronò sulla dritta ad alta velocità, all'altezza del ponte di comando; il violento urto gli schiacciò la prua e aprì falle nei serbatoi del Mikuma che, tutto sommato, accusò danni strutturali leggeri. Dopo un momento di incertezza e riorganizzazione, Kurita informò il suo superiore dell'accaduto, il quale gli ordinò di lasciare i due incrociatori con i cacciatorpediniere Arashio e Asashio e di riunirsi alla flotta con le altre unità. Il gruppo giapponese, perciò, prese una rotta ovest a modesta velocità. Frattanto il comando statunitense a Midway, informato dal sommergibile, aveva fatto decollare dodici quadrimotori Boeing B-17 Flying Fortress, sei bombardieri in picchiata Douglas SBD Dauntless e sei aerosiluranti Vought SB2U Vindicator (gli ultimi disponibili dell'aeronautica dei Marine sulle isole): gli aerei attaccarono in mattinata ma la contraerea ne sviò la mira e né il Mikuma né il Mogami furono colpiti.
Il giorno successivo, 6 giugno, ricognitori lanciati dalle portaerei USS Enterprise e USS Hornet (appartenenti alla Task force 16 del contrammiraglio Raymond Spruance) localizzarono di nuovo i due incrociatori in fuga: egli fece decollare di prima mattina ventisei Dauntless e otto caccia Grumman F4F Wildcat dalla Hornet, poi alle 10:45 una seconda ondata dalla Enterprise forte di trentuno Dauntless, dodici Wildcat e tre Douglas TBD Devastator, infine alle 11:30 inviò una terza ondata forte di ventiquattro Dauntless e otto Wildcat dalla Hornet. Le prime due ondate sopraffecero la contraerea e misero a segno una bomba su ciascun cacciatorpediniere e cinque/sei sul Mogami; il Mikuma fu devastato da cinque ordigni (per lo più appartenenti ai velivoli del secondo gruppo), uno dei quali esplose tra le torri di prua mettendole fuori uso. Le altre bombe piovvero a mezzanave, incendiarono la sovrastruttua di prua e ferirono gravemente il capitano Sakiyama in plancia. Le fiamme, incontrollate, si diffusero tra un attacco e l'altro e raggiunsero diversi cannoni antiaerei e tubi lanciasiluri, i quali non erano stati opportunamente scaricati degli ordigni: munizioni e siluri deflagrarono a causa del calore e squarciarono l'incrociatore, aumentando considerevolmente le distruzioni. Il capitano Sakiyama, agonizzante, ordinò l'abbandono della nave prima di essere tratto in salvo dallo Asashio. Il relitto del fumigante Mikuma fu avvistato e fotografato da vicino da un velivolo della Enterprise, prima immagine del genere ripresa nel conflitto del Pacifico. Poco dopo sopraggiunse la terza ondata e, nel corso dell'attacco, una seconda bomba esplose sullo Arashio e uccise gran parte dei marinai che erano stati accolti a bordo, portando il totale dei morti a 650. Il Mikuma affondò infine la sera del 6 giugno alle coordinate 29°22′N 176°34′E, capovolgendosi sulla sinistra.
Duecentoquaranta sopravvissuti del Mikuma furono tratti in salvo dal Mogami e dai due cacciatorpediniere, che poi fecero rotta per la base di Truk: l'8 giugno fu raggiunta la 2ª Flotta e subito il capitano Sakiyama fu trasbordato sul Suzuya per urgenti cure mediche, ma spirò il 12 e fu promosso postumo contrammiraglio. Il 9 giugno il sommergibile USS Trout passò nella zona dell'affondamento, emerse e catturò due giapponesi, il capo-marconista Katsuichi Yoshida e il fuochista di terza classe Kenichi Ishikawa. Il 14 giugno furono sbarcati a Pearl Harbor, dove attendeva l'ammiraglio Chester Nimitz (comandante in capo della United States Pacific Fleet), e passarono il resto del conflitto in prigionia.
Il 10 agosto 1942 il Mikuma fu rimosso dalla lista del naviglio in servizio con la Marina imperiale.